# Aralioideae
Aralioideae  es una subfamilia de plantas de la familia Araliaceae. Contiene alrededor de 50 géneros reconocidos. Entre los géneros se encuentra Panax, al que pertenece el ginseng. Otras especies notables son el árbol Aralia spinosa, Oplopanax horridus, o la hiedra común (Hedera helix).
Tradicionalmente se divide en 3 tribus. Más recientemente, se ha acordado que la división entre Aralieae y Schefflerieae no está delimitada con precisión. Sin embargo, con relación a algunos géneros, tal vez sea posible alcanzar un acuerdo.  La propuesta de división de Panaceae en Aralieae ha sido rechazada en base al estado actual de conocimientos, y la precisión de Schefflerieae para ser subdividida en las subtribus Plerandreae y Tetraplasandreae es al menos muy dudosa. La tribu Mackinlayeae parece tener el linaje, pero muchos otros géneros aún esperan estudio.

## Tribu Mackinlayeae
La tribu Mackinlayeae  contiene los siguientes géneros:
- Apiopetalum
- Mackinlaya
- Pseudosciadium

## Tribu Aralieae
La tribu Aralieae  contiene los siguientes géneros:
- Aralia
- Arthrophyllum
- Cuphocarpus
- Gastonia
- Hunaniopanax
- Meryta
- Munroidendron
- Panax
- Pentapanax
- Polyscias
- Pseudopanax
- Reynoldsia
- Sciadodendron
- Tetraplasandra

## Schefflerieae
La tribu Schefflerieae contiene los siguientes géneros:
- Boninofatsia
- Brassaiopsis
- Dendropanax
- Eleutherococcus
- ×Fatshedera
- Fatsia
- Gamblea
- Hedera
- Heteropanax
- Kalopanax
- Macropanax
- Metapanax
- Oplopanax
- Oreopanax
- Schefflera – Probablemente parafilético
- Sinopanax
- Tetrapanax
- Trevesia
- Tupidanthus

## Sin asignar
- Anakasia
- Astrotricha
- Cephalaralia
- Cheirodendron
- Cromapanax
- Cussonia
- Harmsiopanax
- Megalopanax
- Merrilliopanax
- Motherwellia
- Osmoxylon
- Raukaua
- Seemannaralia
- Stilbocarpa –  Posiblemente de la familia Apiaceae
- Woodburnia